# Méduse (NN5)
«Медюз» (NN5) (фр. Méduse (NN5) — військовий корабель, підводний човен типу «Діан» військово-морських сил Франції часів Другої світової війни.
Підводний човен «Медюз» був закладений 1 січня 1928 року на верфі компанії Chantiers et Ateliers Augustin Normand у Гаврі. 26 серпня 1930 року він був спущений на воду. 1 вересня 1932 року корабель увійшов до складу ВМС Франції.

## Історія служби
Підводний човен проходив службу в лавах французького флоту.
18 червня 1940 року через наближення військ вермахту до порту Брест «Медюз» разом із підводними човнами «Касаб'янка», «Сфакс», «Персей», «Понселе», «Аякс», «Сірсе», «Тетіс», «Каліпсо», «Амфітріт», «Амазон», «Антіоп», «Сібил» та «Орфі» евакуювався до Касабланки. Після поразки Франції у Західній кампанії весною-літом 1940 року корабель продовжив службу у складі військово-морських сил уряду Віші.
У листопаді 1940 року човен разом із підводними човнами «Сіді Феррух», «Орфі», «Антіоп», «Амфітріт», «Амазон», «Сібил» та «Сфакс» дислокувався в Касабланці.
22 квітня 1941 року підводні човни «Антіоп», «Медюз» і «Орфі» вийшли з Касабланки в супроводі авізо «Ла Будез» до Орана. 24 квітня кораблі прибули в Оран, після чого два останні залишились у порту. 10 травня «Діана», «Еврідіка», «Антіоп» і «Тетіс» у супроводі «Ла Байонез» 14 травня перейшли до Тулона.
Опівночі 8 листопада 1942 року кораблі Центральної десантної групи союзників встали на якір на відстані 8 миль від Федали. О 6:00 ранку десантно-висадочні засоби з американським десантом на борту вирушили в напрямку берега для висадки на узбережжя Французької Північної Африки, зайняте французькими військами уряду Віші.
Близько 7 годин французькі підводні човни «Амазон», «Антіоп», «Медюз», «Орфі» та «Сібил» вийшли на патрулювання прибережних вод для протидії ворожому десанту, а ще за 50 хвилин у повітря піднялися винищувачі для перехоплення бомбардувальників з авіаносців «Рейнджер» і «Суоні». У повітряній бійці з американськими літаками сім французьких перехоплювачів було збито, палубна авіація США втратила від 4 до 5 своїх літаків. Під час зіткнення з корабельним угрупованням морського десанту «Сібил» зник під час патрулювання між Касабланкою та Федалою, інші ПЧ «Сіді-Ферруш», «Конкеран» і «Ле Тоннан» на виході з бухти Касабланки піддалися бомбардуванню американських літаків, зазнавши певних втрат.
10 листопада 1942 року три французькі підводних човни «Ле Тоннант», «Медюз» та «Антіоп», приховано підкравшись до авіаносця «Рейнджер», лінкора «Массачусеттс» і крейсера «Тускалуза», залпом випустили торпеди по кораблях противника. На щастя для американських кораблів торпедна атака не вдалась. У ході контратаки «Медюз», зазнавши уражень та намагаючись врятуватися від затоплення, наразився на мілину поблизу мису Капо Бланке. Рештки французького човна, полишеного екіпажем, були розбомблені літаком з американського легкого крейсера «Філадельфія».